# DMN (groupe)
Pour les articles homonymes, voir DMN.
DMN est un groupe brésilien de hip-hop, originaire de São Paulo. Formé en 1989 par les membres Markão II, Elly, Max et DJ Slick. Ils connaissent le succès avec le morceau Homem de Aço, récompensée par le Premio Hutúz comme l'une des meilleures de la décennie.

## Histoire
DMN voit le jour en 1989 lorsque quatre artistes impliqués dans des battles à São Paulo se réunissent pour former un groupe. Il s'agit de Markão II, Elly, Max, Eli Efi, Xis et DJ Slick. La première apparition importante du groupe a lieu sur la compilation Consciência Black, Vol II, avec le morceau Isso não se faz, qui traite du racisme à l'encontre des Noirs dans le monde. L'année suivante, le groupe sort son premier album, Cada Vez Mais Preto, avec des morceaux tels que 4P et Como Pode Estar Tudo Bem.
Cependant, le succès du groupe commence avec la composition du morceau Homem de Aço en 1998, qui jouit d'une grande popularité auprès des jeunes et d'une diffusion constante dans les médias. Le morceau comprend l'invité spécial Edi Rock de Racionais MC's, est nommé pour Video Music Brasil 1998 et est élu l'une des meilleures chansons de la décennie lors des Prmeio Hutúz 2009. Le deuxième album, intitulé Saída de Emergência, est produit par Edi Rock et contient les morceaux Cisco et Racistas otários (avec Mano Brown, Edi Rock et KL Jay (pt)), un album sur lequel le groupe s'établit sur la scène rap nationale. La même année, le groupe est nommé pour trois prix Hutúz : Slick pour le « DJ d'un groupe », Saída de Emergência pour l'album de l'année et le groupe lui-même pour le « groupe de l'année ».
En 2002, l'album DMN : Ao Vivo sort, également disponible en DVD et en 2003 DMN sort son quatrième album, très attendu par les fans, intitulé Essa é a Cena, avec la chanson titre et Jão, qui devient l'une des chansons les plus jouées sur les stations de radio brésiliennes cette année-là.

## Discographie

### Albums studio
- 1993 : Cada Vez Mais Preto
- 2001 : Saída de Emergência
- 2004 : Essa é a Cena
- 2013 : 9 Anos Depois Epílogo

### DVD
- 2002 : DMN: Ao Vivo

### Single
- 1999 : H. Aço

## Distinctions
| Année | Prix         | Catégorie                       | Réf   |
| ----- | ------------ | ------------------------------- | ----- |
| 2009  | Prêmio Hutúz | Meilleur morceau de la décennie | [ 4 ] |